# Madonna del Latte (Andrea da Manerbio)
La Madonna del Latte è un dipinto ad affresco (150×94 cm) realizzato da Andrea da Manerbio nel 1525 circa, oggi conservato nella Pinacoteca Tosio Martinengo di Brescia.

## Storia
Originariamente l’affresco si trovava sulla parete meridionale della chiesa dei chiesa dei Santi Ippolito e Cassiano a Brescia, dove Francesco Paglia lo descrisse a fine Seicento come «opera di gran devotione, con sembiante sereno e grazioso».  
Nel 1878 il restauratore Giuliano Volpi eseguì lo stacco a massello su incarico del Comune, rimuovendo l’intonaco dipinto insieme a una porzione di muratura retrostante. L’opera fu quindi trasferita nei depositi della Pinacoteca Tosio Martinengo di Brescia.
Nel 2024 è stato condotto un profondo intervento di restauro che ha incluso la pulitura delle superfici, il consolidamento del colore, stuccatura e ritocco. A seguito del restauro, il dipinto è stato esposto prima nel museo di Santa Giulia e poi di nuovo trasferito nella Pinacoteca Tosio Martinengo.

## Descrizione
L’opera raffigura la Madonna assisa su un trono, che allatta il Bambino con la mano destra, mentre la sinistra è distesa in segno di accoglienza. In alto, quattro angeli coronano la scena.

## Stile
Gli studi condotti in occasione del restauro hanno permesso di confermare l’attribuzione dell’affresco ad Andrea da Manerbio.
Particolare attenzione è emersa nell’analisi dei materiali e nella resa pittorica: l’impiego di malachite per i manti, di azzurrite per i panneggi e un raffinato chiaroscuro trovano diretto riscontro negli affreschi della cappella dell’Immacolata nella chiesa di Santa Maria in Valvendra a Lovere. In entrambe le opere, i tessuti sono caratterizzati da pieghe angolari accentate da tocchi di luce puntuali, mentre i volti presentano ovali leggermente allungati, nasi sottili e labbra lievemente incurvate.
Il confronto stilistico mette inoltre in luce un’impostazione compositiva condivisa: la presenza di angeli coronanti, l’uso di elementi architettonici stilizzati e la distribuzione bilanciata delle figure sacre, che integrano la scena in un contesto decorativo unitario.